# Санта-Інес
Санта-Інес (англ. Santa Ynez) — нафтогазоносна область у США, поблизу містечка Санта-Інес у Каліфорнії.
Запаси нафти становлять 57 млн тонн.
Річний видобуток наприкінці XX століття — до 2 млн тонн нафти.